# Cantó de Petite-Île
El cantó de Petite-Île és un cantó de l'illa de la Reunió, regió d'ultramar francesa de l'oceà Índic. Correspon a la comuna de Petite-Île.

## Història
| Data d'elecció | Identitat     | Partit |
| -------------- | ------------- | ------ |
| 2008 -         | Guito Ramoune | PS     |